# Мали шумски валаби
Мали шумски валаби или мали доркопсис (лат. Dorcopsulus vanheurni) је врста сисара торбара из породице кенгура и валабија (Macropodidae).

## Распрострањење
Врста је присутна у Папуи Новој Гвинеји и Западној Новој Гвинеји (Индонезија).

## Станиште
Станишта врсте су суптропске или тропске шуме и планине од 800 до 3.100 метара надморске висине. Врста је присутна на подручју острва Нова Гвинеја.

## Угроженост
Ова врста је на нижем степену опасности од изумирања, и сматра се скоро угроженим таксоном.